# マイケル・ボーン
マイケル・レイ・ボーン (Michael Ray Bourn, 1982年12月27日 - ) は、アメリカ合衆国・テキサス州ヒューストン出身の元プロ野球選手（外野手）。右投左打。

## 経歴

### プロ入り前
2000年6月5日に行われたMLBドラフト19巡目（全体577位）でヒューストン・アストロズから指名を受けるが、契約を交わさずにヒューストン大学へと進学した。

### プロ入りとフィリーズ時代
2003年6月3日に行われたMLBドラフト4巡目指名（全体115位）でフィラデルフィア・フィリーズからを受け、7月24日に契約を結んだ。この年は傘下のA-級バタビア・マックドッグスで35試合に出場して23盗塁を記録した。
2004年は、A級レイクウッド・ブルークロウズで109試合に出場。打率.315、5本塁打、53打点と、打撃面で数字を残した一方、持ち前のスピードでも成功率91%で58盗塁を決めた。
2005年は、AA級レディング・フィリーズで135試合に出場。しかし、打率.268、6本塁打、44打点と打撃面で前年よりも低い成績に止まり、盗塁に関しても38盗塁、成功率は76%と成績がダウンした。
2006年7月30日のフロリダ・マーリンズ戦でメジャーデビューを果たした。しかし、出場機会には恵まれず、17試合の出場で打率.125に止まった。また、持ち前のスピードも生かせず、1盗塁に対して盗塁失敗は2つ記録した。
2007年は大幅に出場機会を増やし、105試合に出場。打率.277、1本塁打、6打点という成績を残した。また、盗塁には19回チャレンジして18回を成功させるなど、マイナーリーグ時代を髣髴とさせる数字を残した。

### アストロズ時代

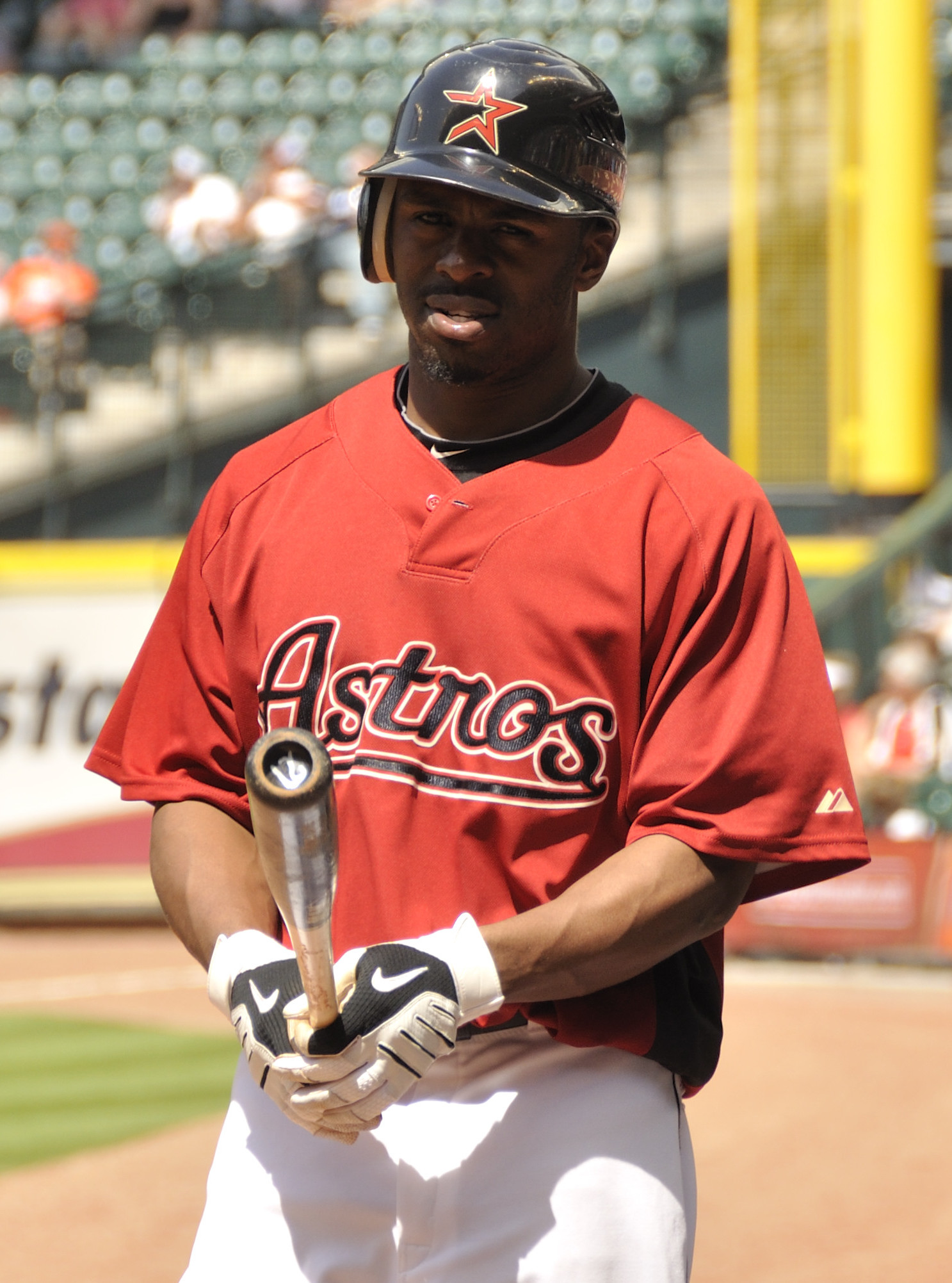
ヒューストン・アストロズ時代
（2010年4月3日）

2007年11月7日にブラッド・リッジとエリック・ブラントレットとのトレードで、ジェフ・ギアリー、マイク・コスタンゾと共にアストロズへ移籍した。
2008年は、アストロズで中堅手のレギュラーに定着。138試合に出場して規定打席にも到達したが、打率.229、5本塁打、29打点という成績しか残せなかった。しかし、41盗塁を記録し、低い打率ながら持ち前のスピードを存分に発揮した。
2009年、前年の後半戦に残した打率.255、出塁率.323という成績から、この年も1番打者として起用される。出場試合数を20近く増加させただけでなく、多くの部門で前年を上回る活躍を見せた。打率・打数・得点・安打・二塁打・三塁打・打点・盗塁・四球・出塁率・長打率・塁打数・犠飛の各部門で前年を上回る数字を記録し、特に盗塁に関しては61盗塁を記録してナショナルリーグ盗塁王のタイトルを獲得した。チームのMVPにもなった。
2010年、打率は前年から低下したが、52盗塁を記録。オールスターにも初選出され、2年連続でナ・リーグの盗塁王になった。

### ブレーブス時代

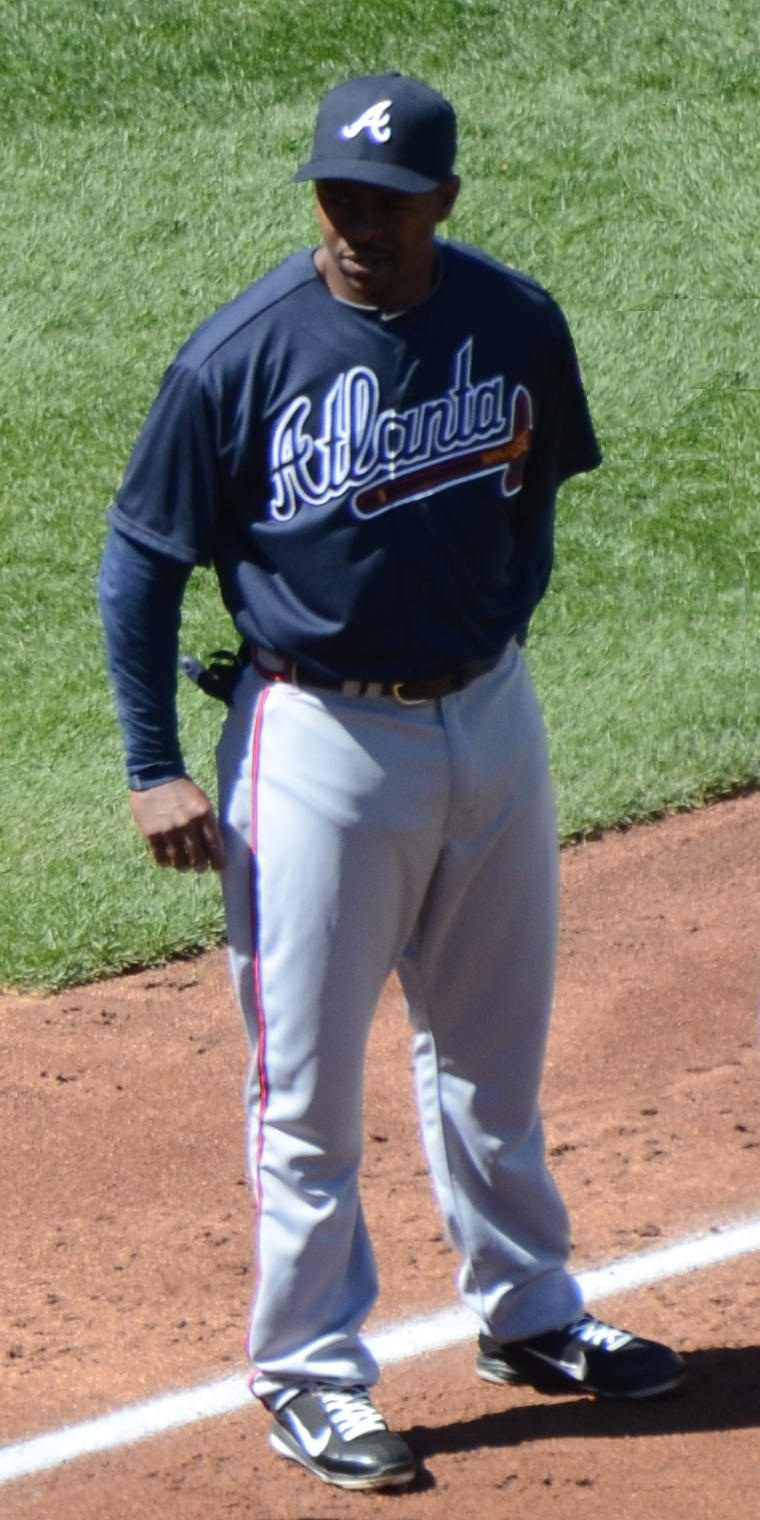
アトランタ・ブレーブス時代
（2012年4月5日）

2011年7月31日にジョーダン・シェーファーら4選手とのトレードで、アトランタ・ブレーブスへ移籍。この年も、61盗塁を決めて盗塁王になった （アストロズでは39回、ブレーブスでは22回を記録）。
2012年は、オールスターの最終投票の候補になったが、デビッド・フリースに敗れたが、イアン・デズモンドの欠場で出場した。オフにブレーブスからクオリファイング・オファー（QO）を受けたが、これを拒否してFAになった。FA外野手の目玉と見られていたが、新労使協定によるドラフト補償の影響でなかなか所属先が決まらなかった。

### インディアンス時代

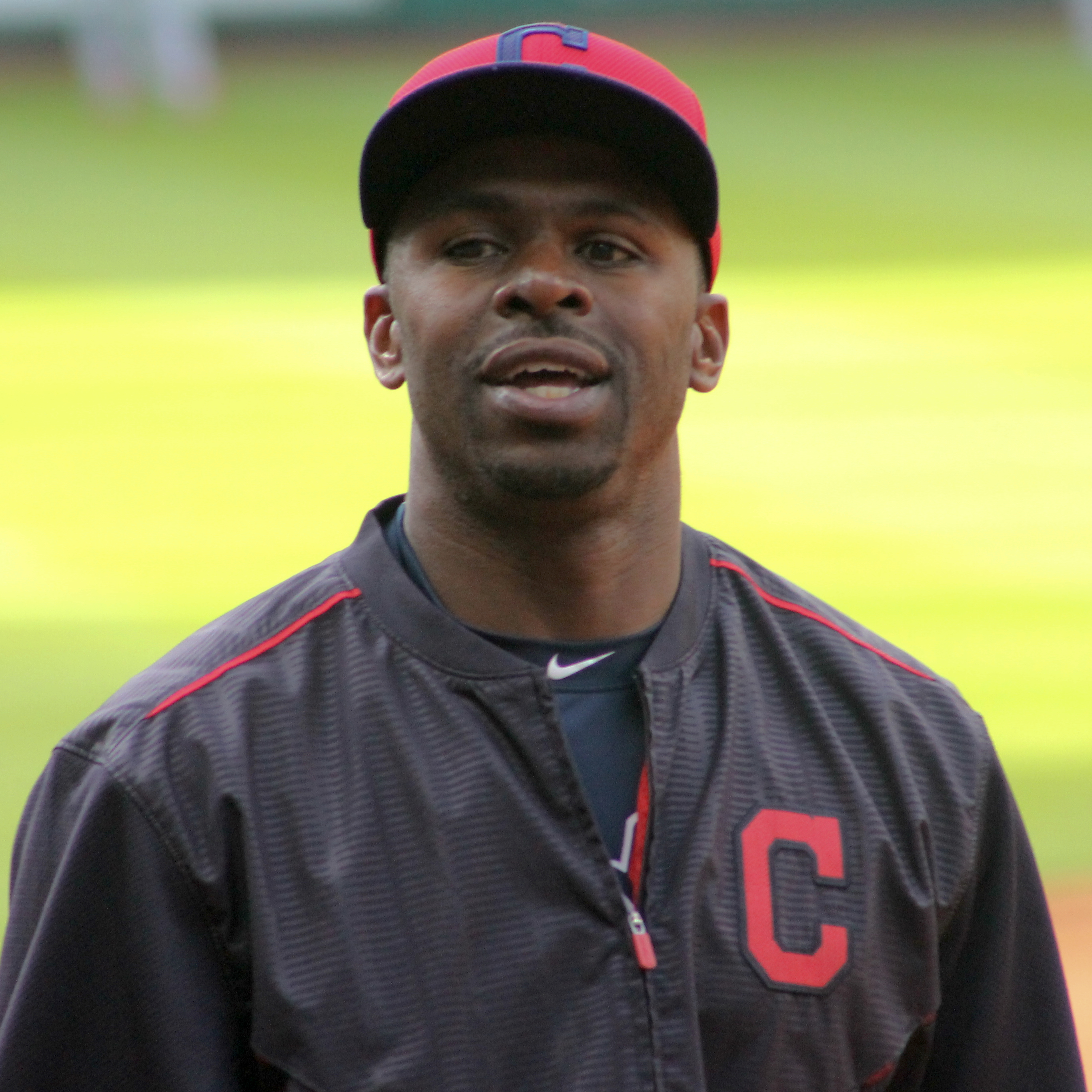
クリーブランド・インディアンス時代
（2015年4月8日）

2013年2月11日にクリーブランド・インディアンスと4年4800万ドルで合意した。5年目は1200万ドルのオプション。中堅のレギュラーとして起用されたが、走攻守全てにおいてスランプに陥った。特に走塁面では、ア・リーグ加入1年目でモーションを読む事に苦戦し、23盗塁に終わった。9月にハムストリングを手術した。
2014年は前年にも増して成績を落とした。まず出場試合数が106に留まり、2007年以来となる規定打席未達のシーズンとなった。打率は僅かに低下して.257だったが、ア・リーグ最多の10三塁打を記録。
2015年も不振が引き続いた。95試合に出場したが、打率.246、76三振という内容に終わった。守備面では88試合で守った中堅で無失策という好成績を残した。

### ブレーブス復帰
2015年8月7日にクリス・ジョンソンとのトレードで、ニック・スウィッシャーと共にブレーブスに移籍。ブレーブス移籍後は更なる不振に陥り、46試合で打率.221、僅か4盗塁という成績に終わった。インディアンスとの合算では、141試合の出場で打率.238、30打点、17盗塁、107三振という内容だった。
2016年4月9日に戦力外となり、自由契約となった。

### ブルージェイズ傘下時代
2016年4月22日にトロント・ブルージェイズとマイナー契約を結び、傘下のA+級ダニーデン・ブルージェイズへ配属された。9試合に出場の後、5月7日に自由契約となった。

### ダイヤモンドバックス時代
2016年5月10日にアリゾナ・ダイヤモンドバックスとマイナー契約を結んだ。15日にメジャー契約を交わしてアクティブ・ロースター入りした。ダイヤモンドバックスでは中堅手のレギュラーに抜擢され、89試合に出場して打率.261、3本塁打、30打点を記録したが、持ち前の走塁面では成功率72%で僅か13盗塁に終わった。中堅の守備は、74試合で5失策、守備率.972と失策が目立ったものの、DRSでは+4と平均以上の数値を記録。また、各8試合で左翼手と右翼手の守りにも就き、それぞれ1失策だった。

### オリオールズ時代
2016年8月31日にジェイソン・ヘンリックとのトレードで、ボルチモア・オリオールズへ移籍した。オリオールズ加入後は外野の両翼で起用され、24試合で打率.283、2本塁打、8打点、2盗塁、OPS.793と、移籍前よりは調子を上げた。左翼手及び右翼手は各13試合で守り、いずれも無失策でこなしたが、右翼手のDRSは-1だった。移籍前との合算では、113試合の出場で打率.264、5本塁打、38打点、15盗塁という成績だった。オフの11月3日にFAとなった。
2017年2月22日にオリオールズとマイナー契約を結び、スプリングトレーニングに招待選手として参加することになった。開幕から傘下のAAA級ノーフォーク・タイズでプレーしていたが、5月24日に自由契約となった。

### エンゼルス傘下時代
2017年6月1日にロサンゼルス・エンゼルスとマイナー契約を結び、翌2日に傘下のAAA級ソルトレイク・ビーズへ配属された。7月2日に自由契約となった。この年限りで現役を引退した。

### 現役引退後
2022年にフィラデルフィア・フィリーズ・ラジオネットワークのカラーコメンテーターに就任したが、6月25日の試合でブライス・ハーパーが左手に死球を受けた際に不適切な言葉を発してしまい物議を醸した 。2023年のメンバーからは外れ、1シーズン限りで退任となった。

## 選手としての特徴
最大の特徴は足の速さ。マイナーリーグ時代からも盗塁が多く、2008年も出塁率は.288と低いのにもかかわらず、41盗塁を記録している。打者としては、高めを得意としており、パワーもあるが故に、飛球を打ち上げる事や三振を喫することが多い。
中堅守備はメジャートップクラスで、2010年にはDRS+30、UZR+20.6、2012年はDRS+24、UZR+22.5を記録している。

## 詳細情報

### 年度別打撃成績
| 年 度     | 球 団     | 試 合 | 打 席 | 打 数 | 得 点 | 安 打 | 二 塁 打 | 三 塁 打 | 本 塁 打 | 塁 打 | 打 点 | 盗 塁 | 盗 塁 死 | 犠 打 | 犠 飛 | 四 球 | 敬 遠 | 死 球 | 三 振 | 併 殺 打 | 打 率 | 出 塁 率 | 長 打 率 | O P S |
| --------- | --------- | ----- | ----- | ----- | ----- | ----- | -------- | -------- | -------- | ----- | ----- | ----- | -------- | ----- | ----- | ----- | ----- | ----- | ----- | -------- | ----- | -------- | -------- | ----- |
| 2006      | PHI       | 17    | 11    | 8     | 2     | 1     | 0        | 0        | 0        | 1     | 0     | 1     | 2        | 2     | 0     | 1     | 0     | 0     | 3     | 0        | .125  | .222     | .125     | .347  |
| 2007      | PHI       | 105   | 133   | 119   | 29    | 33    | 3        | 3        | 1        | 45    | 6     | 18    | 1        | 1     | 0     | 13    | 2     | 0     | 21    | 1        | .277  | .348     | .378     | .727  |
| 2008      | HOU       | 138   | 514   | 467   | 57    | 107   | 10       | 4        | 5        | 140   | 29    | 41    | 10       | 7     | 1     | 37    | 0     | 2     | 111   | 3        | .229  | .288     | .300     | .588  |
| 2009      | HOU       | 157   | 678   | 606   | 97    | 173   | 27       | 12       | 3        | 233   | 35    | 61    | 12       | 5     | 2     | 63    | 1     | 2     | 140   | 1        | .285  | .354     | .384     | .738  |
| 2010      | HOU       | 141   | 605   | 535   | 84    | 142   | 25       | 6        | 2        | 185   | 38    | 52    | 12       | 6     | 2     | 59    | 5     | 3     | 109   | 6        | .265  | .341     | .346     | .686  |
| 2011      | HOU       | 105   | 473   | 429   | 64    | 130   | 26       | 7        | 1        | 173   | 32    | 39    | 7        | 2     | 1     | 38    | 2     | 3     | 90    | 5        | .303  | .363     | .403     | .766  |
| 2011      | ATL       | 53    | 249   | 227   | 30    | 63    | 8        | 3        | 1        | 80    | 18    | 22    | 7        | 3     | 3     | 15    | 1     | 1     | 50    | 1        | .278  | .321     | .352     | .674  |
| '11計     | ATL       | 158   | 722   | 656   | 94    | 193   | 34       | 10       | 2        | 253   | 50    | 61    | 14       | 5     | 4     | 53    | 3     | 4     | 140   | 6        | .294  | .349     | .386     | .734  |
| 2012      | ATL       | 155   | 703   | 624   | 96    | 171   | 26       | 10       | 9        | 244   | 57    | 42    | 13       | 2     | 4     | 70    | 1     | 3     | 155   | 2        | .274  | .348     | .391     | .739  |
| 2013      | CLE       | 130   | 575   | 525   | 75    | 138   | 21       | 6        | 6        | 189   | 50    | 23    | 12       | 5     | 3     | 40    | 0     | 2     | 132   | 2        | .263  | .316     | .360     | .676  |
| 2014      | CLE       | 106   | 487   | 444   | 57    | 114   | 17       | 10       | 3        | 160   | 28    | 10    | 6        | 3     | 2     | 35    | 1     | 3     | 114   | 5        | .257  | .314     | .360     | .674  |
| 2015      | CLE       | 95    | 326   | 289   | 29    | 71    | 12       | 1        | 0        | 85    | 19    | 13    | 5        | 7     | 1     | 29    | 0     | 0     | 76    | 2        | .246  | .313     | .294     | .608  |
| 2015      | ATL       | 46    | 156   | 136   | 10    | 30    | 3        | 1        | 0        | 35    | 11    | 4     | 2        | 1     | 2     | 17    | 0     | 0     | 31    | 3        | .221  | .303     | .257     | .561  |
| '15計     | ATL       | 141   | 482   | 425   | 39    | 101   | 15       | 2        | 0        | 120   | 30    | 17    | 7        | 8     | 3     | 46    | 0     | 0     | 107   | 5        | .238  | .310     | .282     | .592  |
| 2016      | ARI       | 89    | 358   | 329   | 43    | 86    | 12       | 6        | 3        | 119   | 30    | 13    | 5        | 6     | 1     | 22    | 0     | 0     | 83    | 3        | .261  | .307     | .362     | .669  |
| 2016      | BAL       | 24    | 55    | 46    | 5     | 13    | 1        | 0        | 2        | 20    | 8     | 2     | 0        | 2     | 1     | 6     | 0     | 0     | 9     | 0        | .283  | .358     | .435     | .793  |
| '16計     | BAL       | 113   | 413   | 375   | 48    | 99    | 13       | 6        | 5        | 139   | 38    | 15    | 5        | 8     | 2     | 28    | 0     | 0     | 92    | 3        | .264  | .314     | .371     | .684  |
| MLB：11年 | MLB：11年 | 1361  | 5323  | 4784  | 678   | 1272  | 191      | 69       | 36       | 1709  | 361   | 341   | 94       | 52    | 23    | 445   | 13    | 19    | 1124  | 34       | .266  | .329     | .357     | .687  |

- 各年度の太字はリーグ最高

### 年度別守備成績
| 年 度 | 球 団 | 左翼（LF） | 左翼（LF） | 左翼（LF） | 左翼（LF） | 左翼（LF） | 左翼（LF） | 中堅（CF） | 中堅（CF） | 中堅（CF） | 中堅（CF） | 中堅（CF） | 中堅（CF） | 右翼（RF） | 右翼（RF） | 右翼（RF） | 右翼（RF） | 右翼（RF） | 右翼（RF） |
| 年 度 | 球 団 | 試 合      | 刺 殺      | 補 殺      | 失 策      | 併 殺      | 守 備 率   | 試 合      | 刺 殺      | 補 殺      | 失 策      | 併 殺      | 守 備 率   | 試 合      | 刺 殺      | 補 殺      | 失 策      | 併 殺      | 守 備 率   |
| ----- | ----- | ---------- | ---------- | ---------- | ---------- | ---------- | ---------- | ---------- | ---------- | ---------- | ---------- | ---------- | ---------- | ---------- | ---------- | ---------- | ---------- | ---------- | ---------- |

- 各年度の太字はリーグ最高
- 各年度の太字年はゴールドグラブ賞受賞

### タイトル
- 盗塁王：3回（2009年 - 2011年）

### 表彰
- ゴールドグラブ賞（外野手部門）：2回（2009年、2010年）
- フィールディング・バイブル・アワード：1回（2010年）

### 記録
- MLBオールスターゲーム選出：2回（2010年、2012年）

### 背番号
- 9（2006年 - 2007年）
- 14（2008年）
- 21（2009年 - 2011年7月30日）
- 24（2011年7月31日 - 2015年8月7日）
- 2（2015年8月8日 - 同年終了）
- 1（2016年）